# تويوهيكو كاجاوا
تويوهيكو كاغاوا (10 يوليو 1888 - 23 أبريل 1960) كان من دعاة السلام الياباني المسيحي، المصلح المسيحي، والناشط العمالي. كاغاوا كتب، تحدث، وعمل مطولا على سبل توظيف المبادئ المسيحية في ترتيب المجتمع والتعاونيات. دعوته لمساعدة الفقراء أدت به للعيش بينهم. أسس المدارس، المستشفيات والكنائس.
ولد كاغاوا في كوبي، اليابان لرجل أعمال وخليلته. توفي كلا الوالدين حين كان شابا. أرسل بعيدا إلى المدرسة، حيث تعلم من اثنين من المدرسين مبشر أمريكي، د. هاري دبليو مايرز وتشارلز.أ. لوغان، الذين اقتادوه إلى منازلهم.

## النشأة
وُلد كاجاوا في كوبي باليابان لرجل أعمال مُغازل وخليلته. توفي والداه عندما كان صغيرًا، فأُرسل إلى المدرسة حيث تلقى تعليمه من معلمين مبشيريين أمريكيين هما د.هاري دبليو مايرز ود.تشارلز لوغان، اللذين أخذاه إلى منازلهما.
تعلم كاجاوا اللغة الإنجليزية من هؤلاء المبشرين واعتنق المسيحية بعد أن أخذ دروسًا في الإنجيل في شبابه، فتبرأت منه عائلته المتبقية الكبيرة. درس كاجاوا في كلية المشيخية بطوكيو، ثم التحق بمدرسة كوبي اللاهوتية. أثناء الدراسة هناك، انزعج كاجاوا من اهتمام الأكاديميين بشكليات العقيدة.
كان يعتقد أن المسيحية الفعلية هي الحقيقة وراء العقائد المسيحية. وكان يشير بفارغ الصبر إلى حكاية السامري الصالح. درس في مدرسة برينستون اللاهوتية من 1914 حتى 1916. درس أيضًا بالإضافة إلى اللاهوت -خلال برنامج تبادل المناهج في الجامعة- علم الأجنة وعلم الوراثة وعلم التشريح المقارن وعلم المتحجرات أثناء وجوده في جامعة برينستون.

## النشاط
انتقل كاجاوا عام 1909 إلى أحد الأحياء الفقيرة في كوبي بنية العمل كمبشر وعامل اجتماعي وعالم اجتماع. ذهب عام 1914 إلى الولايات المتحدة لدراسة طرق مكافحة مصادر الفقر. وفي عام 1916، نشر أبحاثًا في علم نفس الفقراء تبين تجربته التي سجل فيها العديد من جوانب مجتمع الأحياء الفقيرة التي لم تكن معروفة من قبل للطبقة اليابانية المتوسطة. من بين هذه الممارسات ممارسة الدعارة غير المشروعة (خارج نظام الدعارة القانوني في اليابان)، الزيجات غير الرسمية (التي غالباً ما تتداخل مع الممارسة السابقة)، وقبول الأموال لرعاية الأطفال ثم قتلهم.
قُبض على كاجاوا في اليابان عام 1921 وعام 1922 لدوره في النشاط العمالي أثناء الإضرابات. كتب أثناء وجوده في السجن، روايات «عبور خط الموت وإطلاق النار على الشمس». التي كانت وصفًا لشبه سيرة ذاتية لوقته بين المُعدَمين في كوبي. ساعد كاجاوا بعد إطلاق سراحه، في تنظيم أعمال الإغاثة في طوكيو في أعقاب زلزال كانتو الكبير في عام 1923 وساعد في تحقيق حق التصويت للراشدين عام 1925.
نظّم كاجاوا اتحاد العمال الياباني وكذلك الرابطة الوطنية المناهضة للحرب عام 1928. واستمر طوال هذه الفترة بتبشير الفقراء في اليابان، ودافع عن حق المرأة في التصويت والدعوة إلى سياسة خارجية سلمية. بين عامي 1926 و 1934 ركز عمله بالتبشير من خلال حركة مملكة الله.
قدم كاجاوا عام 1940 اعتذارًا لجمهورية الصين عن احتلال اليابان للصين، فاعتقل مرة أخرى بسبب هذا الفعل. عاد إلى الولايات المتحدة بعد إطلاق سراحه في محاولة عقيمة لمنع الحرب بين أمريكا واليابان. ثم عاد إلى اليابان لمواصلة محاولاته للفوز بحق المرأة في التصويت، عُين كاجاوا بعد استسلام اليابان مستشارًا للحكومة اليابانية الانتقالية.
كتب كاجاوا خلال حياته أكثر من 150 كتابًا ورشّح لجائزة نوبل في الأدب في عامي 1947 و1948، وجائزة نوبل للسلام في 1954 و1955.

## الصحة والموت
عانى كاجاوا في أوساكا، مارس 1955، من انهيار قلبه المتدهور وظل طريح الفراش لأسبوعين. واصل الكتابة والوعظ والإشراف على المشاريع واستضافة الضيوف، رغم قلق عائلته ومساعديه. تدهورت صحة كاجاوا على مر السنين، وأُدخل المستشفى (مستشفى سانت لوك في تاكاماتسو) مرة أخرى لمدة ثلاثة أشهر عام 1959. بقي كاجاوا طريح الفراش في منزله في ماتسوزاوا معظم الوقت. تحسنت صحته تدريجياً في منتصف أبريل، ثم ساءت مرة أخرى في 23 أبريل حين فقد الوعي لثلاث ساعات، ثم استيقظ وابتسم لزوجته وللآخرين من حوله وقال كلماته الأخيرة: «رجاء، ابذلوا قصارى جهدكم من أجل السلام العالمي والكنيسة في اليابان».

## اقتصاديات الاُخوّة
ادعت نظرية كاجاوا الاقتصادية -كما عبر عنها في كتاب اقتصاديات الاُخوّة- أن الكنيسة المسيحية والحركة التعاونية واتحاد حركة السلام (تركيب العمل القوي) توفر بديلًا عمليًا للرأسمالية واشتراكية الدولة والفاشية. تألف عمل كاجاوا في الحركة التعاونية من تأسيس العديد من المؤسسات الاستهلاكية التعاونية في عام 1921، بما في ذلك Co-op Kobe، وNada Consumer التعاونية (اندمجت لاحقًا مع Co-op Kobe)، ومؤسسة كيوتو الاستهلاكية التعاونية، والجمعية التعاونية للمستهلكين الطلاب في طوكيو، وجمعية طوكيو إريو (الطبية) الاستهلاكية.

## الغابات ثلاثية الأبعاد
أثناء دراسته في جامعة برينستون، قرأ كاجاوا «محاصيل الأشجار: زراعة دائمة» بقلم جوزيف راسل سميث. وبفضل هذا الكتاب، تمكن من إقناع العديد من مزارعي الأراضي المرتفعة في اليابان خلال ثلاثينيات القرن العشرين بأن الحل لمشكلة تآكل التربة يكمن في زراعة الأشجار على نطاق واسع. كما نصح بفائدة إضافية إذا زرعوا أشجار المحاصيل، مثل الجوز سريع النضج، لتوفير العلف لخنازيرهم.
تهدف زراعة أشجار الفاكهة والجوز في الأراضي الزراعية إلى الحفاظ على التربة وتوفير الغذاء للبشر وتوفير العلف للحيوانات، وهي «الأبعاد» الثلاثة لنظامه. كان كاجاوا رائدًا في الزراعة الحديثة للغابات وألهم روبرت هارت الذي كان رائدًا في زراعة الغابات في المناخات المعتدلة.

## الميراث
حصل كاجاوا بعد وفاته على ثاني أعلى وسام في اليابان، الممهد لوسام الكنز المقدس. تحتفل الكنيسة الإنجيلية اللوثرية في أمريكا به كمجدد للمجتمع في 23 أبريل؛ كما كُرّم كاجاوا بيوم عيد في التقويم الليتورجي للكنيسة الأسقفية (الولايات المتحدة الأمريكية) في ذلك اليوم.

## اقتباسات شهيرة
- في صباح عام 1946، في القصر الإمبراطوري في طوكيو، أمام الإمبراطور هيروهيتو: «كل من سيكون عظيمًا من بينكم عليه أن يكون خادمًا للجميع. سيادة الحاكم، صاحب الجلالة، في قلوب الناس. فقط من خلال خدمة الآخرين، يمكن للإنسان أو الأمة أن يكونا إلهيين».
- «إن القوة الوحيدة للشيوعية هي تشخيص بعض علل المجتمع المضطرب. ليس لها علاج. إنها تخلق فقط شلل أطفال للنظام الاجتماعي».
- «قرأت في كتاب عن رجل كان يدعى المسيح استمر في فعل الخير، إنه لأمر مزعج للغاية بالنسبة لي أنني اكتفيت بسهولة بالمعرفة عنه فقط».[10]
- «يبدو أن الجميع كانوا يهاجمونني؛ الشيوعيين السوفييت، الأناركيين، الرأسماليون، النقاد الأدبيين البغيضين، رجال الجرائد المثيرة، البوذيون الذين لم يتمكنوا من التنافس مع المسيح، وكثير من المسيحيين الذين يؤمنون بالمسيح لكنهم يؤمنون بالمسيحية العقيمة».[7]

## روابط خارجية
- تويوهيكو كاجاوا على موقع الموسوعة البريطانية (الإنجليزية)
- تويوهيكو كاجاوا على موقع مونزينجر (الألمانية)